# 今田高俊
今田 高俊（いまだ たかとし、1948年4月6日 - ）は、日本の社会学者。東京工業大学名誉教授。日本学術会議会員（2005年～2014年）。日本学術会議連携会員（2014年～）
兵庫県神戸市生まれ。東京工業大学に文系の大学院である社会理工学研究科づくりに寄与した。1986年、サントリー学芸賞受賞。1988年、組織学会高宮賞受賞。2008年、紫綬褒章受章。2021年、瑞宝中綬章受章。
ニクラス・ルーマンのオートポイエーシスを「自己組織化」の概念で彫琢する。2012年と2015年、日本学術会議の高レベル放射性廃棄物の処分に関する検討委員会委員長として国に政策提言をおこなった。

## 学歴
- 1967年 私立甲陽学院高等学校卒業
- 1972年 東京大学文学部社会学科卒業
- 1975年11月 東京大学大学院人文社会系研究科博士課程中退

## 職歴
- 1975年11月 東京大学文学部社会学科助手
- 1979年 東京工業大学助教授
- 1986年 学術博士（東京工業大学）
- 1988年 東京工業大学教授
- 2014年 東京工業大学名誉教授
- 2014年～現在 統計数理研究所客員教授

## 著書

### 単著
- 博士論文『自己組織性 : 社会理論の復活』学術博士、東京工業大学、乙第1615号.1986年9月30日。
- 『自己組織性――社会理論の復活』（創文社、1986年）
- 『モダンの脱構築――産業社会のゆくえ』（中央公論社［中公新書］、1987年）
- 『社会階層と政治』（東京大学出版会、1989年）
- 『混沌の力』（講談社、1994年）
- 『意味の文明学序説――その先の近代』（東京大学出版会、2001年）
- 『自己組織性と社会』（東京大学出版会、2005年）
- Self-Organization and Society （Springer, 2008）

### 共著
- （厚東洋輔）『近代性の社会学――構造とゆらぎの視点から』（放送大学教育振興会、1992年）
- （渡辺聰子、アンソニー・ギデンズ）『グローバル時代の人的資源論――モティベーション・エンパワーメント・仕事の未来』（東京大学出版会、2008年）
- （金子勇・藤田弘夫・吉原直樹・盛山和夫）『社会学の学び方・活かし方――団塊世代の社会理論探求史』（勁草書房、2011年）
- （橋爪大三郎・宮台真司・志田基与師・盛山和夫・山田昌弘・大澤真幸・伊藤真・副島隆彦・渡部恒三・関口慶太・村上篤直）『小室直樹の世界-社会科学の復興をめざして』（ミネルヴァ書房 2013年）
- （鈴木達治郎・武田精悦・石橋克彦・山口幸夫・舩橋晴俊・千木良雅弘・山地憲治・柴田徳思・大西隆）『高レベル放射性廃棄物の最終処分について  学術会議叢書(21)』（公益財団法人日本学術協力財団、2014年）
- （寿楽浩太・中澤高師）『核のごみをどうするか――もう一つの原発問題』（岩波書店〈岩波ジュニア新書〉、2023年）

### 編著
- 『ハイパー・リアリティの世界――21世紀社会の解読』（有斐閣、1994年）
- 『社会階層のポストモダン』（東京大学出版会、2000年）
- 『社会学研究法――リアリティの捉え方』（有斐閣、2000年）
- 『産業化と環境共生』（ミネルヴァ書房、2003年）
- 『社会学理論応用事典』（編集委員長、丸善出版、 2017年）
- 『数理社会学事典』（編集委員長、丸善出版、2022年）

### 共編著
- （友枝敏雄）『社会学の基礎』（有斐閣、1991年）
- （厚東洋輔・友枝敏雄）『社会理論の新領域』（東京大学出版会、1993年）
- （園田茂人）『アジアからの視線――日系企業で働く1万人からみた「日本」』（東京大学出版会、1995年）
- （橋爪大三郎）『社会理工学入門――技術と社会の共生のために』（日科技連出版社、2000年）
- （鈴木正仁・黒石晋）『自己組織性とは何か（2）複雑系を考える』（ミネルヴァ書房、2001年）
- （金泰昌）『公共哲学（13）都市から考える公共性』（東京大学出版会、2004年）
- （数土直紀）『数理社会学入門』（勁草書房、2005年）
- （橘木俊詔・長谷部恭男・益永茂樹）『リスク学入門（全5巻）』（岩波書店、2007年）

### 訳書
- リチャード・セネット『無秩序の活用――都市コミュニティの理論』（中央公論社、1975年）
- レオナード・ブルーム『社会学』監訳（ハーベスト社、1987年）
- アンソニー・ギデンズ『社会理論の最前線』共訳（ハーベスト社、1989年）

## 参考
- 『現代日本人名録』2002年